# Asnières-en-Bessin
Asnières-en-Bessin är en kommun i departementet Calvados i regionen Normandie i norra Frankrike. Kommunen ligger i kantonen Isigny-sur-Mer som ligger i arrondissementet Bayeux. År 2022 hade Asnières-en-Bessin 71 invånare.

## Befolkningsutveckling
Antalet invånare i kommunen Asnières-en-Bessin
Referens: INSEE